# Modèle de croissance schumpétérien
Le modèle de croissance schumpétérien est un modèle économique de croissance fondé sur la théorie de la croissance par l'innovation de Joseph Schumpeter. Il soutient que c'est l'innovation qui est responsable de la croissance économique de long terme. Si ce modèle de croissance endogène a longtemps appartenu à l'école autrichienne, il a aujourd'hui été diffusé dans la théorie mainstream, notamment par les travaux de Philippe Aghion.

## Historique
Économiste hétérodoxe, Joseph Schumpeter pose les bases du modèle de croissance qui porte son nom dans Théorie de l'évolution économique, qu'il publie en 1911. Il lie la croissance à l'innovation, faisant de l'application des découvertes scientifiques à l'économie le véritable moteur de long terme de la croissance. Il soutient que les cycles économiques s'expliquent par l'arrivée sur le marché d'innovations de rupture qui rebattent les cartes du marché en question. 
Ses écrits sont toutefois peu mathématisés, et ne reposent que sur peu de travaux empiriques. Il faut attendre la deuxième moitié du XXe siècle pour que ses écrits soient transformés en un véritable modèle par les néo-schumpétériens. En 1987, Peter Howitt et Philippe Aghion proposent leur premier modèle de croissance schumpétérien. Il permet de pallier les lacunes du modèle de croissance standard, qui est à l'époque le modèle de Solow. Il s'agissait d'un modèle de croissance exogène, qui peinait à expliquer la croissance de long terme.

## Fondements

### Trois thèses fondamentales de Schumpeter
Le modèle de croissance schumpétérien se fonde sur trois thèses fondamentales de Schumpeter. La première est que la croissance de long terme est la conséquence de l'innovation, qui relance par vagues la production. La deuxième est que l'innovation n'est pas une manne tombée du ciel comme chez Solow, mais est la résultante d'investissements en recherche et développement, notamment de la part d'entrepreneurs. Enfin, le modèle repose sur le concept de destruction créatrice, c'est-à-dire que l'innovation rend les anciennes obsolètes et détruit des pans d'activité en en créant des nouveaux.

### Effet de l'innovation sur la productivité
Le modèle soutient que l'innovation a un effet positif sur la productivité. Les travailleurs des secteurs innovants voient leur productivité augmenter, ce qui améliore l'efficience de la production et les gains.

### Hétérogénéité des firmes
Le modèle se fonde sur une conception des entreprises comme étant hétérogènes. Contrairement au modèle de Solow, elles ne sont pas considérées comme étant toutes similaires. Les firmes sont distinguées selon qu'elles sont plus ou moins proches de la frontière technologique (de la dernière innovation en date). Empiriquement, il est vérifié que les entreprises réagissent différemment selon qu'elles sont parmi les plus ou les moins innovantes.

### Contradiction interne du capitalisme
Ce modèle soutient qu'il existe, au cœur du capitalisme, une contradiction interne. Cette contradiction est celle qui oppose la rente de la destruction de la rente : l'innovateur crée une innovation parce qu'il sait qu'il bénéficiera d'un monopole sur celle-ci (une rente) ; mais ces rentes doivent être temporaires, sans quoi la concurrence est détruite. Les institutions doivent ainsi inciter à la recherche de rente sans créer un système de rentes absolu et éternel.

## Conclusions
Le modèle permet de tirer plusieurs conclusions, notamment dans le champ des politiques publiques. Aghion soutient que la destruction créatrice implique que les secteurs dépassés soient détruits rapidement, et que cela assure un niveau de croissance plus élevé pour ces pays. Les rigidités de l'économie, notamment au niveau des salaires (rigidité des salaires), constituent par conséquent un frein à la destruction créatrice. Elles empêcheraient la réallocation optimale des facteurs de production vers les secteurs les plus innovants, ralentissant la croissance.